# Жученко, Александр Александрович (младший)
Александр Александрович Жученко (род. 3 ноября 1958, Торжок, Калининская область) —  российский учёный в области генетических ресурсов растений, средоулучшающих технологий, генетики и селекции растений; доктор биологических наук (1996 г), профессор (1999), член-корреспондент Россельхозакадемии (РАСХН с 2007), академик Россельхозакадемии (РАСХН с 2010), академик Российской Академии Наук (РАН с 2013), академик Национальной Академии Активного Долголетия (НААД с 2014), академик Российской Экологической Академии (РЭА с 2015), почетный профессор (с 2022) Цзилиньского университета Китая.

## Биография
Окончил в 1980 году Кишинёвский сельскохозяйственный институт, работал в Молдавском НИИ орошаемого земледелия и овощеводства (лаборант, младший научный сотрудник, научный сотрудник лаборатории частной генетики); в это же время окончил (в 1986) аспирантуру Института экологической генетики. В 1996 году в Санкт-Петербурге в ВИРе защитил докторскую диссертацию.
С 1990 года работал во Всероссийском НИИ льна (заведующий лабораторией генетики льна, заместитель директора по научной работе), с 1997 года — во Всероссийском НИИ лекарственных и ароматических растений (заведующий отделом селекции, семеноводства и генетики, заместитель директора по научной работе, руководитель Научно-исследовательского центра). В 2004—2005 годы — директор Всероссийского НИИ карантина растений, с 2005 года — директор Научного центра «ЭкоВИЛАР». Одновременно (1999—2007) преподавал в Российском университете дружбы народов, профессор кафедры генетики и селекции; (2010-1012) профессор кафедры растениеводства Российского государственного аграрного заочного университета. Член  FAO Flax Network (1993-1997).Решением Комитета Совета Федерации по аграрно-продовольственной политике и рыбохозяйственному комплексу от 12 июня 2010 г. №12/7 включен в состав Экспертного совета при Комитете Совета Федерации по аграрно-продовольственной политике и рыбохозяйственному комплексу. Председатель Международного союза «Национальная коллекция русского льна» (1995—2002). Член Национальной ассоциации специалистов восстановительной медицины (АСВОМЕД; с 2006), член ассоциации междисциплинарной медицины ( с 2013), и.о.председателя фонда им. А.Т.Болотова с 2013 г.., почетный профессор с 2022 г. Цзилиньского университета Китая, руководитель Чанчуньской международной биотехнологической лабораторией лубяных культур с 2022 года
Сын академика РАН Александра Александровича Жученко (1935—2013)
Мама Галина Георгиевна Жученко (1935-2012). Похоронены на Троекуровском кладбище
Два сына - Александр и Илья.
Внучка -  Полина

## Научная деятельность
Установил рекомбинационную изменчивость на органном, организменном и популяционном уровнях у высших растений, экспериментально обосновал единицу учета в гибридологическом анализе высших растений, установил взаимосвязь частоты рекомбинации и квазисцепления, уровня частоты кроссинговера и селективной элиминации рекомбинантов, зависимость частоты кроссинговера и уровня гетерозиса. Руководил международным проектом «Евролён» (1991—2001). Под его руководством создана Национальная коллекция русского льна, признанная экспертами ФАО ООН лучшей в мире. Возглавлял инновационный проект «Средоулучшающие фитотехнологии» (2006—2009). В научных работах А.А. Жученко показана роль мировых генетических центров происхождения культурных растений в экологической и фитосанитарной безопасности. А.А. Жученко активно развивает новое научное направление по экофитозащите мегаполисов на основе мобилизации мировых генетических ресурсов растений и создания средоулучшающих фитотехнологий. Цель этих исследований — сохранение, комплексное изучение и увеличение биоразнообразия растений — оздоровление среды обитания человека, гармонизация его внутренней (эндогенной) среды и внешней (экзогенной) окружающей среды на основе технологизации фундаментальных знаний в области мировых генетических ресурсов растений, экологии и экологической генетики, лекарственного растениеводства и восстановительной медицины, ландшафтной архитектуры и средоулучшающих технологий.
Автор 10  сортов томата, льна, лекарственных растений. Научный руководитель 2 докторских и 3 кандидатских диссертаций, является научным консультантом по подготовке 2 докторских и 1 кандидатской диссертации. Заместитель председателя учёного совета по защите докторских и кандидатских диссертаций ВИЛАР (2000—2004), член диссертационного совета по защите кандидатских и докторских диссертаций при Всероссийском селекционно-технологическом институте садоводства и питомниководства ВСТИСП (с 2008).
Автор более  300 (40 за рубежом) научных работ, в том числе 7 монографий, 15 авторских свидетельств и патентов на изобретения.

### Избранные труды
Источник — электронные каталоги РНБ
- Взаимосвязь частоты кроссинговера и уровня квазисцепления, Генетика, 1986, вып.22,№8, с.2074-2081.
- Об анализе рекомбинации и селективной элиминации в плодах томата, Генетика, соавт. Прейгель И.А., 1986, вып.22, №8, с.2082-2089.
- Гибриды F1 как цель и средство селекции, Генетика, соавт. Самовол А.П., 1991, т.27, №10, с.1801-1813.
- Дизруптивный отбор как фактор увеличения доступной рекомбинационной изменчивости, Генетика и селекция (София), соавт.Самовол А.П., Данаилов Хр., 1992, т.25, №1, с.23-30.
- К вопросу о роли микрогаметофита в адаптации растений к эконише возделывания, Сельскохозяйственная биология, соавт. Балашова Н.Н.1994, №3, с.59-64
- Лен в России и мировые тенденции его производства, Селекция, сем-во, возд-ние,.1994, ВНИИЛ, Торжок, с.5-23.
- Screening for adaptiveness in the flax collection at the Institute of Flax, Proc. XIV EUCARPIA Congress, Jyvaskyla,1995, p. 121.
- Жученко А. А. Формирование рекомбинационной изменчивости на органном, организменном и популяционном уровнях у высших растений : Автореф. дис. … д-ра биол. наук. — СПб., 1996. — 49 с.
- The using of induce recombination in breeding of flax, III Work Group Meet. FAO Flax Network, St.Valery-en-Caux, 7-8 Nov. 1995,
- Архитектура репродуктивной системы томата (генетический подход). — Кишинев: Штиинца, 1990. — 202 с.
- Zhuchenko A.A.jr International Seminar " The preservation of genetics resourses: is it luxury or necessity?" Natural Fibres, Poznan,N38, 1994,p. 25.
- Национальная коллекция русских сортов льна / Всерос. НИИ льна. — Торжок, 1997.— 200 с.
- Ecological tests of perspective forms and regional check varieties of flax, T.Rozhmina, M.Pavelek, J.-P. Trouve, 1998, The 1st Nordic Conference on Flax and Hemp Processing, Tampere, Finland, p. 257.
- The testing of cultivars and perspective flax forms in main flax producing zones, T.Rozhmina, M.Pavelek, ESCORENA St. Petersburg. Russia, 1998, p. 155-156.
- Мобилизация генетических ресурсов льна / соавт.: Т.А. Рожмина.; Всерос. НИИ льна. — Старица, 2000. — 224 с.
- Каталог мировой коллекции ВИР. Вып.714.Доноры хозяйственно ценных признаков для селекции льна-долгунца, ВИР, C.Петербург, Кутузова С.Н., Брач Н.Б. и др.2000, 50 с.
- Биологически активные вещества льна: использование в медицине и питании (обзор), Химико-фармацевтический журнал, 2000, Толкачев О.Н., Том.34, №7, с.23-29
- Как оздоровить "легкие" Москвы, Природно-ресурсные ведомости. - 2000, №14(31), с.3.
- Биогенная цивилизация. Экология и жизнь, 2001, №5 (22), с. 73-77.
- Будет ли город-сад? Экология и жизнь. - 2002, №2 (25), с.44-50.
- Концепция научного обеспечения фитосанитарной карантинной безопасности АПК РФ / Всерос. НИИ карантина растений. — М., 2004. — 40 с.
- Частная физиология полевых культур. Лен. Учебник.М., "КолосС", соавт. Т.А.Горшкова и др.2005, с.213-266.
- Атлас лекарственных растений России / соавт.: Быков В.А., Зайко Л.Н. и др.; Всерос. НИИ лекарств. и аромат. растений. — М., 2006. — 345 с.
- Screening for broad adaptaton in 96 flax (Linum usitatissimm L.) accessions under dry and warm conditions in Canada and Russia, Plant Genetic Resources Newsletter, A.Diederichsen, T.Rozhmina, No. 146, June 2006, p. 9-17
- Мобилизация мировых генетических ресурсов и средоулучшающие фитотехнологии / Рос. ун-т дружбы народов. Учебное пособие — М., 2007. — 148 с.
- Средоулучшающие фитотехнологии основа восстановительной медицины в мегаполисах. Международная конф. АСВОМЕД, г. Сочи, Центральный клинический санаторий им. Ф.Э. Дзержинского ФСБ РФ, 2008, с.323-325.
- Средоулучшающие фитотехнологии в северных мегаполисах / соавт. А.И. Труханов; Науч. центр "Средоулучшающие фитотехнологии ВИЛАР". - М.: КРАСАНД, 2009. - 174 с.
- Роль генетического паспорта и средоулучшающих фитотехнолоий в сохранении здоровья человека в условиях мегаполисов, соавт. Труханов А.И., Жученко Н.А., Вестник восстановительной медицины, №5, 2009, с.4-18.
- Эколого-генетические основы селекции льна-долгунца / соавт.: Т.А. Рожмина и др.; Всерос. НИИ льна. — Тверь, 2009. — 270 с.
- Взаимосвязь адаптации человека и растений в мегаполисах, Материалы XIV международного симпозиума "Эколого-физиологические проблемы адаптации", М., РУДН, 2009, с.199-201.
- Влияние уровня освещенности на рост и развитие кофе Аравийского ( Coffea arabica l.) в интерьере / соавт. О.С. Учаева // Садоводство и виноградарство. 2010. № 3. С.46-48.
- (научный редактор) Средоулучшающие фитотехнологии в мегаполисах, Сборник материалов круглого стола 03.06.2010, М., РГАЗУ, 2010- 134с.
- Joint Russia-Canadian evaluation of flax and linseed germplasm for drought tolerance and disease resistance, A. Diederichsen, T. Rozhmina, 2010, Agriculture and Agri-Food Canada,
- Zhuchenko A.A.jr. International Seminar "The role of flax in the habitat improving and active human longevity", Euroflax, №2, 2011, p. 21.
- Роль ГМО в использовании мировых генетических ресурсов растений для улучшения среды обитания человека / соавт. Ю. В. Чесноков // Аграрная Россия. - 2012. - № 4. - С. 9-16.
- Адаптивность кофе в фитокомпозициях, соавт. Учаева О.С., Плодоводство и ягодоводство России, 2012, Том XXVII, с.220-229.
- Создание технологии производства новых продуктов питания из семян льна / соавт.: Л. Мачихина и др. // Хлебопродукты. 2012. № 6. С.54-58.
- (общая редакция) Роль льна  в улучшении среды обитания и активном долголетии человека, Материалы международного научно-практического семинара, Тверь, Тверск. гос.-ун-т, 2012. 207с.
- Генетические ресурсы и генетическая модификация растений как факторы изменений среды обитания человека, соавт. Чесноков Ю.В., Биосфера, т.4, №2, 2012, с.150-157.
- Ландшафтотерапия. Вестник восстановительной медицины, соавт. Труханов А.И., Жученко Н.А., Черкасов А.В,.2013,  №6, (58),  с.12-19.
- Прецизионное садоводство - основа высокой устойчивости и продуктивности садов / соавт.: И.М. Куликов и др. // Садоводство и виноградарство. 2013. № 5. С.19-22.
- Эколого-генетические принципы мобилизации мировых генетических ресурсов высших растений, Образование, наука и производство, ОГАУ, апрель-сентябрь, 2014, с. 9-17.
- Эволюция средосохраняющих и средоулучшающих свойств высших растений. ВНИИ кормов, 2014, с.23-33.
- Экология человека в современном мире / соавт.: Н.А. Агаджанян, А.В.Черкасов. - М., 2014. - 244 с.
- (общая редакция) Экологическая генетика культурных растений, посвященная памяти академика А.А.Жученко, школа молодых ученых, 2014, М., Фонд им. А.Т.Болотова, 216 с.
- Роль работ Андрея Тимофеевича Болотова в улучшении среды обитания человека в России, соавт А.В.Черкасов, Болотовские чтения, Дворяниново, 2014, с.2-16.
- Zhuchenko A.A.jr. Scientific and research priorities of academicion A.A.Zhuchenko, Journal of ASM. Life Sciences,No 2(326),2015,p. 184-188.
- Zhuchenko A.A.jr. Environment-Improving Phytotechnologies for Megasities" in: Abstract Book of the Xth International Congress of Geneticists and Breeders". - Chisinau, Republic of Moldova . - 28 of June - 1 of July, 2015. - P.163. - ISBN 978-9975-933-56-8
- Эколого-генетические основы ландшафтотерапии, соавт. А.В.Черкасов, Плодоводство и ягодоводство России: сб. науч. работ. – М.: ФГБНУ ВСТИСП, 2015. – Т. XXXXII. – С. 312-317
- Экологическая генетика культурных растений и рекомбиногенез. Плодоводство и ягодоводство России: сб. научн. работ - М., ФГБНУ ВСТИСП, 2015 - Т. XXXXIII - c.71-83
- Научные школы. Экологическая генетика культурных растений (Школа молодых ученых, посвященная памяти академика А.А. Жученко), соавт. Е..М.Харитонов,, 2015, т.50, №1, Сельскохозяйственная биология, с. 131-132.
- Научные приоритеты академика А.А. Жученко. Сельскохозяйственная биология, 2015, том 50, № 3, с. 305-314.
- Средоулучшающие технологии и активное долголетие. Вестник восстановительной медицины, 2016, №1, с.48-55.
- Специализированные сорта и инновационные приемы производства масличного льна. соавт. Рожмина Т.А., Понажев В.П. Аграрный вестник Юго-Востока, №1 (14-15), 2016, с.56-60.
- Zhuchenko A.A.jr.  Eco-genetic profile and environment-improving technologies in maintaining active longevity of man. Trukhanov A.I., Zhuchenko N. A." V European Congress of Preventive, Regenerative and Anti-Aging Medicine  " ECOPRAM, 8-10 September 2016, St.Petersburg, Russia, p. 83-85.
- Средоулучшающие технологии. Плодоводство и ягодоводство России: сб. научн. работ . Жученковские чтения I (член оргкомитета) - М., ФГБНУ ВСТИСП, 2016 - Т. XXXXVII - c.138-147.
- (член редколлегии).Продовольственная безопасность сельского хозяйства России в XXI веке. Жученковские чтения II: сборник научных трудов, выпуск 11 (59), ФГБНУ "ВНИИ кормов им. В.Р.Вильямса".- M.: ООО "Угрешская типография", 2016, - 256с.
- Изучение причин изменчивости рекомбинационных и репродуктвных систем в гибридологическом анализе. Жученковские чтения II: сборник научных трудов, выпуск 11 (59), ФГБНУ "ВНИИ кормов им. В.Р. Вильямса".- M.: ООО "Угрешская типография", 2016, с.46-55.
- Средоулучшающие технологии в XXI веке. Вестник ОрелГАУ, 3(46), июнь 2017, с. 16-26.
- Экология человека в современном мире / соавт.: Н.А. Агаджанян, А.В.Черкасов. - М., АО "Щербинская типография", 2-е издание дополненное, 2017. - 245 с., ил.
- Мобилизация мировых генетических ресурсов растений, Успехи современной науки, Сборник к 130-летию Н.И.Вавилова, 2017, том 2, №9, с.68-75.
- Предложения Президенту РФ о развитии льноводства России, 2017, Журнал Росленконопля, / https://www.rosflaxhemp.ru/zhurnal/informacija-i-analiiz.html/id/1567
- Актуальность экологической генетики культурных растений, Вестник Аграрной Науки, №5(68), 2017, с.26-30.1.
- Genes associated with the flax plant type (oil or fiber) identified based on genome and transcriptome sequencing data. Povkhova L.V., Melnikova N.V., Rozhmina T.A., Novakovskiy R.O., Pushkova E.N., Dvorianinova E.M., Zhuchenko A.A., Kamionskaya A.M., Krasnov G.S., Dmitriev A.A. Plants, 2021, 10(12):2616, doi: 10.3390/plants10122616. (IF = 3.935, Q1 WoS, Q1 Scopus).
- GENOME SEQUENCING OF FIBER FLAX CULTIVAR ATLANT USING OXFORD NANOPORE AND ILLUMINA PLATFORMS. Dmitriev A.A., Pushkova E.N., Novakovskiy R.O., Beniaminov A.D., Rozhmina T.A., Zhuchenko A.A., Bolsheva N.L., Muravenko O.V., Povkhova L.V., Dvorianinova E.M., Kezimana P., Snezhkina A.V., Kudryavtseva A.V., Krasnov G.S., Melnikova N.V. Frontiers in genetics. 2021. Т. 11. С. 590282.
- SUSTAINABLE DEVELOPMENT OF RURAL AREAS, RUSSIAN ISSUES Diuldin M., Cheremisin A., Bykova N., Zhuchenko A., Rozhmina T., Switala F. В сборнике: IOP Conference Series: Earth and Environmental Science. 17. Сер. "XVIIth International Youth Science and Environmental Baltic Region Countries Forum "ECOBALTICA"" 2020. С. 012005.
- GENETIC DIVERSITY OF SAD AND FAD GENES RESPONSIBLE FOR THE FATTY ACID COMPOSITION IN FLAX CULTIVARS AND LINES Dmitriev A.A., Kezimana P., Rozhmina T.A., Povkhova L.V., Pushkova E.N., Novakovskiy R.O., Snezhkina A.V., Kudryavtseva A.V., Krasnov G.S., Melnikova N.V., Romanova E.V., Zhuchenko A.A., Pavelek M., Vladimirov G.N., Nikolaev E.N., Kovaleva O.A., Kostyukevich Y.I., Chagovets V.V. BMC Plant Biology. 2020. Т. 20. № Suppl. 1. С. 301.
- TRANSCRIPTOMES OF DIFFERENT TISSUES OF FLAX (LINUM USITATISSIMUM L.) CULTIVARS WITH DIVERSE CHARACTERISTICS. Dmitriev A.A., Novakovskiy R.O., Pushkova E.N., Rozhmina T.A., Bolsheva N.L., Beniaminov A.D., Mitkevich V.A., Povkhova L.V., Dvorianinova E.M., Snezhkina A.V., Kudryavtseva A.V., Krasnov G.S., Melnikova N.V., Zhuchenko A.A. Frontiers in genetics. 2020. Т. 11. № MAY. С. 565146.
- ACCOUNTING UNIT IN HYBRIDOLOGICAL ANALYSIS Zhuchenko A., Rozhmina T.A., Melnikova N. IOP Conference Series: Earth and Environmental Science. 2020. Т. 578. С. 012004.
- ON THE POSSIBILITY OF USING NOBLE GASES IN THE LIQUID PHASE IN AGRICULTURE. Mozhyako A., Dudkin V., Kosolapov V., Savchenko I., Zhuchenko A., Diuldin M. В сборнике: IOP Conference Series: Earth and Environmental Science. 17. Сер. "XVIIth International Youth Science and Environmental Baltic Region Countries Forum "ECOBALTICA"" 2020. С. 012025.
- ROLE OF GENES INVOLVED IN LIGNIN BIOSYNTHESIS IN FLAX RESPONSE TO FUSARIUM OXYSPORUM Novakovskiy R.O., Krasnov G.S., Rozhmina T.A., Kudryavtseva L.P., Zhuchenko A.A., Pushkova E.N., Povkhova L.V., Kezimana P., Dmitriev A.A., Melnikova N.V. В сборнике: Current Challenges in Plant Genetics, Genomics, Bioinformatics, and Biotechnology. Proceedings of the Fifth International Scientific Conference PlantGen2019. 2019. С. 83-85.
- THE CINNAMYL ALCOHOL DEHYDROGENASE GENE FAMILY IS INVOLVED IN THE RESPONSE TO FUSARIUM OXYSPORUM IN RESISTANT AND SUSCEPTIBLE FLAX GENOTYPES. Novakovskiy R.O., Povkhova L.V., Krasnov G.S., Rozhmina T.A., Zhuchenko A.A., Kudryavtseva L.P., Pushkova E.N., Kezimana P., Kudryavtseva A.V., Dmitriev A.A., Melnikova N.V. Vavilov Journal of Genetics and Breeding. 2019. Т. 23. № 7. С. 896-901.
- ALUMINUM RESPONSIVE GENES IN FLAX (LINUM USITATISSIMUM L.) Krasnov G.S., Dmitriev A.A., Zyablitsin A.V., Rozhmina T.A., Kezimana P., Snezhkina A.V., Fedorova M.S., Novakovskiy R.O., Pushkova E.N., Povkhova L.V., Bolsheva N.L., Kudryavtseva A.V., Melnikova N.V., Zhuchenko A.A. BioMed Research International. 2019. Т. 2019. С. 5023125.
- FOOD SAFETY FOR SUSTAINABLE DEVELOPMENT AND GLOBAL HEALTH Nataliya А Zhuchenko, Nataliya V. Melnikova, Tatiana A. Rozhmina, Alexander A. Zhuchenko. XVIII Международный форум  «Ecobaltika», ВИНИИФ, 16.12.2021 (в печати).
- Investigation of the dustiness of various zones of a metropolis and a set of measures to reduce the negative impact of dust on living organisms Anna Grevtseva, Maksim Diuldin, Ivan Savchenko, Valeriy Meshalkin, Alexander Zhuchenko, Galina Druzhinina, Anton Valov IOP Conf. Series: Earth and Environmental Science 578 (2020) 012058 doi:10.1088/1755-1315/578/1/012058 https://iopscience.iop.org/article/10.1088/1755-1315/578/1/012058
- On the possibility of growing vegetables and fruits on the lunar base. Angelina Moroz, Alexey Cheremisin, Valeriy Meshalkin, Alexander Zhuchenko, Vladimir Kosolapov, Natalia Semenova, Vadim Davydov. IOP Conf. Series: Earth and Environmental Science 578 (2020) 012006 doi:10.1088/1755-1315/578/1/012006 https://iopscience.iop.org/article/10.1088/1755-1315/578/1/012006
- On the possibility of using noble gases in the liquid phase in agriculture. Anna Mozhyako, Valentin Dudkin, Vladimir Kosolapov, Ivan Savchenko, Alexander Zhuchenko, Maksim Diuldin. IOP Conf. Series: Earth and Environmental Science 578 (2020) 012025 doi:10.1088/1755-1315/578/1/012025 https://iopscience.iop.org/article/10.1088/1755-1315/578/1/012025
- The method of agricultural lands conditions determined on basis of electromagnetic separation results for cereal crops and herbal flour Semen Logunov, Roman Denisov, Sergey Rud, Valeriy Meshalkin, Alexander Zhuchenko, Vladimir Kosolapov. IOP Conf. Series: Earth and Environmental Science 578 (2020) 012049 doi:10.1088/1755-1315/578/1/012049 https://iopscience.iop.org/article/10.1088/1755-1315/578/1/012049
- The method of radiation control of water areas deep parts and bottom sediments. Ekaterina Gryaznova, Diana Dmitrieva, Valeria Pilipova, Valeriy Meshalkin, Alexander Zhuchenko, Galina Druzhinina, Inna Bogun. IOP Conf. Series: Earth and Environmental Science 578 (2020) 012050 doi:10.1088/1755-1315/578/1/012050 https://iopscience.iop.org/article/10.1088/1755-1315/578/1/012050
- The study of the ashes obtained by burning the dry sludge of urban sewage treatment systems. Alexey Cheremisin, Roman Davydov, Valeriy Meshalkin, Alexander Zhuchenko, Ivan Savchenko, Nikita Popovskiy IOP Conf. Series: Earth and Environmental Science 578 (2020) 012048 doi:10.1088/1755-1315/578/1/012048 https://iopscience.iop.org/article/10.1088/1755-1315/578/1/012048
- Plants/Article Development and Complex Application of Methods for the Identification of Mutations in the FAD3A and FAD3B Genes Resulting in the Reduced Content of Linolenic Acid in Flax Oil Liubov V. Povkhova 1 , Elena N. Pushkova 1 , Tatiana A. Rozhmina 1,2, Alexander A. Zhuchenko 2,3 , Roman I. Frykin 1,4, Roman O. Novakovskiy 1 , Ekaterina M. Dvorianinova 1,5 , Aleksey A. Gryzunov 6 , Elena V. Borkhert 1 , Elizaveta A. Sigova 1,5, Gleb N. Vladimirov 7 , Anastasiya V. Snezhkina 1 , Anna V. Kudryavtseva 1 , George S. Krasnov 1 , Alexey A. Dmitriev 1 and Nataliya V. Melnikova 1,*

## Награды
- золотая медаль «За вклад в развитие агропромышленного комплекса России» (2008)
- диплом президиума Россельхозакадемии за лучшую завершенную работу 2006 года "Атлас лекарственных растений России"
- диплом президиума Россельхозакадемии за лучшую завершенную работу 2009 года "Эколого-генетические основы селекции  льна-долгунца"
- "Орден В.И.Вернадского" за цикл работ по экологии человека 2022 год
- Избран почетным профессором Цзилиньского университета Китая 2022 год